# Kerry Von Erich
Kerry Gene Adkisson (3 de febrero de 1960 - 18 de febrero de 1993) fue un luchador profesional estadounidense bajo los nombres de Kerry Von Erich, The Modern Day Warrior y The Texas Tornado y fue parte de la familia Von Erich de luchadores profesionales. Es conocido por su tiempo con la promoción de su padre, la World Class Championship Wrestling (WCCW), donde pasó once años de su carrera, y su tiempo en la World Wrestling Federation (WWF). Adkisson ha celebrado cuarenta campeonatos de distintas promociones en su carrera. Entre otros reconocimientos, fue un campeón mundial en cinco ocasiones: cuatro veces WCWA World Heavyweight Championship y una vez Campeón Mundial Peso Pesado de la NWA, también fue una vez Campeón Intercontinental de la WWF. Junto a sus hermanos y su padre, Kerry fue exhaltado al Salón de la Fama de la WWE en el 2009.

## Carrera

### NWA Texas (1979–80)
Kerry era el hijo del luchador Fritz Von Erich. Sus hermanos, David, Kevin, Mike y Chris, también fueron luchadores. Debutó en la promoción de su padre, NWA Texas / Big Time Wrestling el 17 de junio de 1979 contra Gary Hart. En Big Time Wrestling, obtuvo muchas veces los títulos en Parejas de Texas y los títulos en Parejas de los Estados Unidos.

### World Class Championship Wrestling (1980–82)
La mayor parte de la fama de Kerry se presentó en el World Class Championship Wrestling (WCCW) de Texas, donde fue apodado "The Modern Day Warrior". El 28 de diciembre de 1980, consiguió su primer reinado como Campeón Peso Pesado de América de la NWA después de que derrotó a Gino Hernández por el título vacante. Perdió el título con Ken Patera antes de ganar su segundo Campeonato Peso Pesado de América de la NWA frente a The Masked Superstar.

### St. Louis Wrestling Club (1983)
También trabajó para la St. Louis Wrestling Club en 1983, donde una vez obtuvo el Campeonato Peso Pesado de Misuri de la NWA.

### Inclusión póstuma en el Salón de la Fama de la WWE (2009)
El 16 de marzo del 2009 WWE.com anunció que la familia Von Erich sería incluida en la clase 2009 del Salón de la Fama de la WWE por parte de su rival, Michael Hayes. Los miembros de la familia admitidos fueron Fritz, Kevin, David, Kerry, Mike y Chris Von Erich. Kevin recibió anillos para su padre Fritz así como para cada uno de sus hermanos, WWE hizo dos anillos del Salón de la Fama con el nombre de Kerry Von Erich inscrito en el interior que fueron presentados por Kevin Von Erich a las hijas de Kerry, Hollie y Lacey que asistieron con su madre Cathy (la exesposa de Kerry). El evento se llevó a cabo cerca de la casa de los Von Erich en el Toyota Center en Houston, Texas, el 4 de abril del 2009.

## Accidente de motocicleta
El 4 de junio de 1986, Kerry von Erich tuvo un accidente de motocicleta que casi terminó con su vida. Sufrió una cadera dislocada y una pierna derecha gravemente herida, los médicos no pudieron salvarle el pie derecho y finalmente lo amputaron. Según su hermano Kevin, Kerry se lesionó el pie después de la cirugía al intentar caminar sobre el prematuramente, lo que obligó a los médicos a amputarlo. Pudo continuar luchando después del accidente con una prótesis y hasta su muerte mantuvo el secreto de la amputación para la mayoría de los fanáticos y compañeros luchadores, incluso yendo al extremo de meterse a bañar con las botas puestas. Los únicos que sabían que había perdido el pie fueron sus familiares, los médicos que le hicieron la cirugía además de Roddy Piper ya que éste era su mejor amigo.

## Fallecimiento
Después de la amputación de su pie, Kerry se volvió adicto a los analgésicos, seguido de varios problemas de drogas y alcoholismo que ya arrastraba desde años antes de su accidente y que en 1992 le costó su matrimonio. Entre los muchos de ellos había dos arrestos, el primero de los cuales resultó en libertad condicional. Un día después de ser acusado por el segundo cargo (violación de libertad condicional) lo que probablemente habría resultado en un largo tiempo en la cárcel, Kerry se suicidó con un solo disparo en el corazón con una pistola calibre 44 el 18 de febrero de 1993, en el rancho de su padre, en el condado de Denton, Texas. Tenía dos hijas y estaba divorciado desde 1992.
Bret Hart afirma en su biografía "My Real Life in the Cartoon World of Wrestling" (Mi vida real en el caricaturesco mundo del Wrestling) que Kerry le confesó meses antes sus planes de seguir los pasos de sus tres últimos hermanos (dos de los cuales se habían suicidado) que sentía que lo estaban llamando, su matrimonio también se había roto y según Hart, Von Erich pensaba que su muerte era inevitable.

## Campeonatos y logros
- NWA Big Time Wrestling / World Class Championship Wrestling / World Class Wrestling Association[7]
  - NWA American Heavyweight Championship (5 veces)[9]
  - NWA American Tag Team Championship (6 veces) – con Bruiser Brody (3), Kevin Von Erich (2), Al Madril (1)[12]
  - NWA Texas Heavyweight Championship (3 veces)[13]
  - NWA Texas Tag Team Championship (3 veces) – con Bruiser Brody (1), Skip Young (1), y Tiger Conway, Jr. (1)[14]
  - NWA World Heavyweight Championship (1 vez)[6]
  - NWA World Six-Man Tag Team Championship (Texas version) (6 veces) – con David & Kevin Von Erich (2), Kevin & Mike Von Erich (3), Kevin Von Erich & Brian Adias (1), Lance & Kevin Von Erich (1), Kevin Von Erich & Michael Hayes (1)[15]
  - NWA World Tag Team Championship (Texas version) (3 veces) – con Al Madril (1), Terry Orndorff (2)[16]
  - WCWA World Heavyweight Championship (4 veces)[17]
  - WCWA World Six-Man Tag Team Championship (2 veces) – con Kevin Von Erich & Lance Von Erich (1), Kevin Von Erich & Michael Hayes (1)[15]
  - WCWA World Tag Team Championship (4 veces) – con Kevin Von Erich (3), Jeff Jarrett (1)[18]

- St. Louis Wrestling Club
  - NWA Missouri Heavyweight Championship (1 vez)[11]

- United States Wrestling Federation
  - USWF Texas Heavyweight Championship (1 vez)

- World Wrestling Federation / World Wrestling Entertainment[7]
  - WWF Intercontinental Championship (1 vez)[8]
  - WWE Hall of Fame (2009)